# 曹嵩
曹嵩（2世纪—194年），字巨高，沛國譙縣（今安徽省亳州市）人，東漢末年宦官中常侍大長秋曹騰的養子，曹操的父親，生前官至太尉。后被追諡為太皇帝，故也称魏太帝。

## 身世争议
曹嵩的本来身份一直存在争议。《三国志》作者陈寿记载“莫能审其生出本末”。刘宋裴松之《三国志注》中引用的《曹瞒传》和郭颁《世语》则记载曹嵩本姓夏侯，是夏侯惇的叔父。
关于曹嵩出自夏侯氏的记载，何焯提出夏侯惇的儿子夏侯楙娶了曹操的女儿清河公主，夏侯渊的儿子夏侯衡也娶了曹家的女子，所以这种说法是敌对方东吴的传闻，不可采信。而潘眉和林国赞则认为陈寿将夏侯惇、夏侯渊、曹仁、曹洪、曹休、曹真、夏侯尚放在同一个列传中，显示夏侯氏是曹魏的宗室。晚清李景星认为“莫能审其生出本末”是陈寿揭露曹操家世的丑闻。復旦大學教授吴金华总结各家观点，指出陈寿“莫能审其生出本末”是一种曲笔，他还提出曹嵩为夏侯氏的三个证据：
- 《三国志注·吴主传》中引《魏略》记载了孙权写给浩周的书信，当中有“今子当入侍，而未有妃耦，昔君念之，以为可上连缀宗室若夏侯氏”，此时孙权向曹魏称臣，魏臣浩周以为孙权之子（孫登）可以如同夏侯氏一样和曹魏宗室连结在一起，这已证明曹嵩出自夏侯氏并非敌对方的传闻。
- 《三国志·文帝纪》记载夏侯惇去世的时候，裴松之引用《魏书》“王素服幸邺东城门发哀”，又引孙盛的评价“在礼，天子哭同姓於宗庙门之外。哭於城门，失其所也。”孙盛是东晋时人，以“良史”著称，他的这项评价以曹丕和夏侯惇为同姓，证明曹嵩出自夏侯氏这一点在孙盛时代仍为人所共知。
- 一九七四年至一九七九年安徽亳县城南出土了曹氏墓砖，刻辞有“夏侯右”。

关于夏侯氏和曹氏世代通婚之事，周寿昌指出陈矫原为刘氏子孙，后成为舅舅家养子改姓陈，又娶了刘颂的女儿，刘颂与陈矫是近亲，曹操因爱惜陈矫的才华，为他周全，特别下令禁止诽谤此事。周寿昌认为曹操禁止人们议论同姓通婚，也是为自己的私事提供方便。吴金华也提出曹魏时期同姓通婚毫不奇怪。此后复旦朱子彦和韩昇仍旧以《曹瞒传》和《世语》不可信，夏侯楙、夏侯衡、夏侯尚娶曹氏女来论证曹操不是夏侯氏的后裔。

## 生平
據傳曹嵩性情敦厚，為人忠孝，开始為司隸校尉，漢靈帝時，曾當大司農、大鴻臚，代崔烈為太尉，位列三公之一。
《後漢書》記載曹嵩曾因賄賂宦官而得到太尉這個職位，另一個說法是當時朝廷公開賣官，曹嵩出錢一億買下了這個官爵。

### 身亡
漢獻帝年間，曹操起兵参加董卓讨伐战，曹嵩不肯相随，逃往徐州琅琊国躲避战乱。曹操担任兖州牧后，和徐州牧陶谦交战并战胜。興平元年（194年），曹嵩从徐州琅琊国进入兖州泰山郡时，徐州州牧陶謙因痛恨曹操攻打自己，派手下将曹嵩殺害（另有一说是陶谦手下張闓贪恋曹嵩财物而杀死曹嵩）。所以曹操才會以為父報仇為名義出兵攻打陶謙，並且在徐州屠城作為報復。
220年（曹魏黃初元年），曹嵩被他的長孫魏文帝追尊為太皇帝。

## 家人

### 妻
- 丁氏
- 有妾，其中一位妾在張闓屠殺時隨著曹嵩爬牆，但因為太肥而爬不過，並在廁所與曹嵩被殺害。[14]

### 子女
- 曹操：长子，即其子曹丕追尊為魏武帝
- 曹彬，追封为蓟公，谥号恭，以曹操子樊安公曹均为嗣
- 海阳哀侯：名不详，其女嫁夏侯衡
- 曹玉，郎陵哀侯，以曹操子东平王曹徽为嗣。有的《三国志》版本作曹嵩弟即曹操叔父
- 曹德：少子，《后汉书·宦者列传》名疾，为陶谦士兵所杀

曹操有一弟为孙匡岳父，未知是否为以上三人中的一人

## 评价
- 陈琳：“父嵩，乞丐携养，因臧买位，舆金替宝，输货权门，窃盗鼎司，倾覆重器。”（《后汉书·袁绍刘表列传第六十四上》）
- 司马彪：“质性敦慎，所在忠孝。”

## 藝術形象

### 《三国演义》
《三国演义》称曹嵩往兖州曹操处的时候，张闿见财起意欲杀人，曹嵩和他的小妾想逃跑，却因小妾身体肥胖爬不了墙，于是曹嵩和小妾躲进厕所，被乱军所杀。

### 動漫形象
- 《蒼天航路》（王欣太）
- 《火鳳燎原》（陳某）：曹嵩並無登場，而是劇情交代他在前往甄城途中病故，但郭嘉視為謀財害命，勸曹操出兵徐州，而釀成「奉孝殺戮」亦為日後「濮陽練兵」埋下伏線。

### 影視形象
- 2014年电视剧《曹操》：李文波飾演曹嵩
- 2021年電影《真·三國無雙》：由王志华飾演曹嵩。